# نيكولاس زيدان
نيكولاس ألبرتو زيدان أبو غوش (من مواليد 7 يونيو 2000) هو لاعب كرة قدم محترف يلعب كمهاجم لفريق بريميرا بي دي تشيلي سانتياغو مورنينج. ولد في تشيلي، ومثل تشيلي في البداية في مستوى أقل من 20 عامًا، وبعد ذلك مثل المنتخب الفلسطيني.

## مهنة النادي
ظهر لأول مرة على المستوى الاحترافي في 12 مايو 2018، ضد هواتشيباتو في الدوري التشيلي الأول. كان زيدان في التشكيلة الأساسية ولكن استبدل بعد 53 دقيقة. كانت هذه المباراة هي المباراة الأولى والأخيرة له في ذلك الموسم. في الموسم التالي، لعب 15 دقيقة فقط إجمالاً مع الفريق الأول لبالستينو.[بحاجة لمصدر]
في عام 2020، انتقل زيدان إلى سان لويس دي كويلوتا على سبيل الإعارة. في 11 فبراير 2022، انضم زيدان إلى نادي ديبورتيس ريكوليتا التشيلي.
في نوفمبر 2022، انتقل زيدان إلى الدوري الفلسطيني الممتاز في الضفة الغربية لينضم إلى شباب الخليل. وفي النصف الثاني من عام 2023، عاد إلى تشيلي وانضم إلى فريق إيبيريا.
في يناير 2024، انضم زيدان إلى نادي بريميرا بي دي تشيلي سانتياغو مورنينج.

## مهنة دولية
في يونيو 2018، استدعي زيدان للعب مع منتخب تشيلي تحت 20 عامًا.
وفي فبراير 2019، استدعي لتشكيلة منتخب فلسطين للعب في كأس آسيا 2019. وفي عام 2022، استدعي للمشاركة في تصفيات كأس آسيا 2023 في يونيو 2022.

## روابط خارجية
- نيكولاس زيدان  على سكروي